# 伏虎镇
伏虎镇，是中华人民共和国四川省南充市南部县下辖的一个乡镇级行政单位。2019年10月，撤销玉镇乡和千秋乡，将其所属行政区域划归伏虎镇管辖。

## 行政区划
伏虎镇下辖以下地区：
城东社区、城南社区、城西社区、城北社区、徐家坝村、蚕子山村、孙家坝村、袁家岩村、张家观村、刘家沟村、五岳官村、泰山岭村、柿尔垭村、冷水垭村、赵王庙村、麻石嘴村、凤台观村、贾岭岗村、碑亭子村、镇江庙村、书房垭村、松林包村和青岗岭村，石人坪村、书房沟村、杨柳村、龙门垭村、油榨沟村、双碑垭村、新寺湾村、王家桥村、龙回山村、蒲氏祠村、安子山村和凤阳寺村，玉台宫村、青杠嘴村、正觉寺村、大力寨村、老家湾村、石淌坪村、赵安子村、龙台观村、吴家嘴村、双穿井村和宇灵庙村。